# Todd Creek
Todd Creek is een plaats (census-designated place) in de Amerikaanse staat Colorado, en valt bestuurlijk gezien onder Adams County.

## Demografie
Bij de volkstelling in 2000 werd het aantal inwoners vastgesteld op 1299.

## Geografie
Volgens het United States Census Bureau beslaat de plaats een oppervlakte van
30,2 km², waarvan 29,9 km² land en 0,3 km² water.

## Plaatsen in de nabije omgeving
De onderstaande figuur toont nabijgelegen plaatsen in een straal van 16 km rond Todd Creek.